# Одноріг Іван Олексійович
Іва́н Олексі́йович Однорі́г — кобзар із Сінного, тепер Краснопільського району Сумської області.
В науці був у кобзаря Билини з Красного Кута Богодухівського повіту Харківської губернії. Ходив «на пару» із зіньківським кобзарем Хведором Гриценком-Холодним. Часто бував в Охтирці. Від Івана Однорога Хведір Холодний перейняв думу «Івась Удовиченко-Коновченко» .